# گلدن ترینگل (اوتاوا)

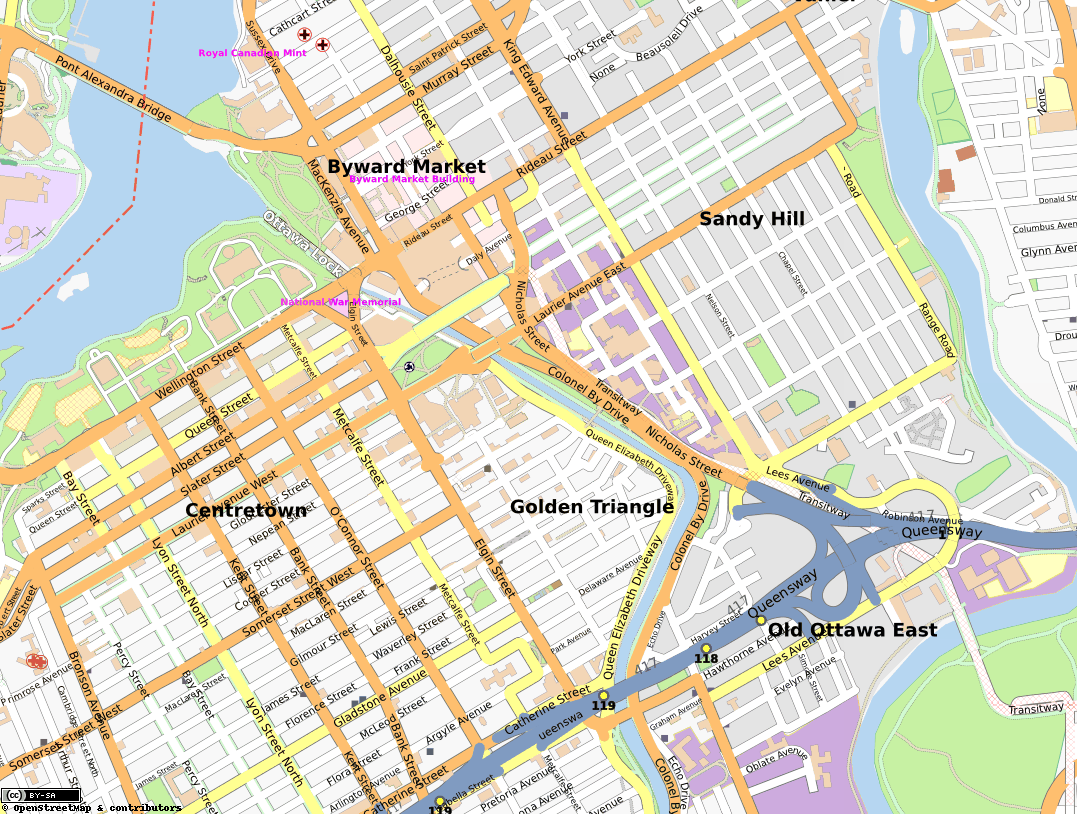
نقشه ای که گلدن ترینگل را نشان می‌دهد

گلدن ترینگل، اوتاوا (انگلیسی: Golden Triangle, Ottawa) یک محله فرعی از سنترتاون در سومرست وارد در مرکز اتاوا، انتاریو، کانادا است. در غرب با خیابان الگین و در شرق با کانال ریدو هم‌مرز است.